# 桂中獸屬
桂中兽属（学名guilestes），是已灭绝的中爪兽科下的一屬，生存于始新世晚期的中国南部。